# المبطوح
المَبْطُوح قرية تونسية تقع في ولاية بنزرت على بعد 20 كم جنوب مدينة بنزرت.

### مواضيع ذات علاقة
- ولاية بنزرت.
- قرعة المبطوح.

1. ↑  "المناطق الترابية (العمادات) حسب الولايات والمعتمديات". اطلع عليه بتاريخ 2024-11-30.